# 40e méridien ouest
En géographie, le 40e méridien ouest est le méridien joignant les points de la surface de la Terre dont la longitude est égale à 40° ouest.

## Géographie

### Dimensions
Comme tous les autres méridiens, la longueur du 40e méridien correspond à une demi-circonférence terrestre, soit 20 003,932 km. Au niveau de l'équateur, il est distant du méridien de Greenwich de 4 453 km,.
Avec le 140e méridien est, il forme un grand cercle passant par les pôles géographiques terrestres.

### Régions traversées
En commençant par le pôle Nord et descendant vers le sud au pôle Sud, Le 40e méridien ouest passe par:
| Coordonnées          | Pays, territoire ou mer | Notes |
| -------------------- | ----------------------- | --- |
| 90° 00′ N, 40° 00′ O | Océan Arctique          | |
| 83° 39′ N, 40° 00′ O | Mer de Lincoln          | |
| 83° 18′ N, 40° 00′ O | Groenland               | |
| 65° 01′ N, 40° 00′ O | Océan Atlantique        | |
| 2° 50′ S, 40° 00′ O  | Brésil                  | Ceará Pernambuco — à partir de 7° 22′ S, 40° 00′ O Bahia — à partir de 9° 03′ S, 40° 00′ O Minas Gerais — à partir de 15° 59′ S, 40° 00′ O Bahia — à partir de 16° 21′ S, 40° 00′ O Espírito Santo — à partir de 18° 07′ S, 40° 00′ O |
| 19° 46′ S, 40° 00′ O | Océan Atlantique        | |
| 60° 00′ S, 40° 00′ O | Océan Austral           | |
| 77° 35′ S, 40° 00′ O | Antarctique             | Liste des territoires à la fois par l' Argentine (Antarctique argentin) et le Royaume-Uni (Territoire antarctique britannique) |